# Acronicta nigricans
Acronicta nigricans är en fjärilsart som beskrevs av John Henry Leech 1900. Acronicta nigricans ingår i släktet Acronicta och familjen nattflyn. Inga underarter finns listade i Catalogue of Life.